# Apanthura wudu
Apanthura wudu is een pissebed uit de familie Anthuridae. De wetenschappelijke naam van de soort is voor het eerst geldig gepubliceerd in 1990 door Müller.